# Karl Wernhart
Karl Wernhart (* 21. April 1879 in Velm-Götzendorf; † 25. April 1944 ebenda) war ein österreichischer Politiker und Kaufmann.

## Leben
Karl Wernhart arbeitete als Kaufmann in Dürnkrut und war der Präsident des Landesverbandes der Handelsgremien.

## Politik
Er war von 1934 bis 1938 Abgeordneter zum Landtag von Niederösterreich.
Wernhart war während des Austrofaschismus zwischen dem 22. November 1934 und dem 12. März 1938 Mitglied des Ständischen Landtags. Wernhart war Vertreter für Handel und Verkehr, er verlor sein Mandat wie alle Abgeordneten des Ständischen Landtags nach der Machtübernahme der Nationalsozialisten und der Auflösung der Landtage.